# Jan Mikolášek
Jan Mikolášek (7. dubna 1889, Rokycany – 29. prosince 1973, Praha) byl český léčitel a znalec bylin.

## Život
Pocházel ze zahradnické rodiny Antonína Mikoláška a jeho manželky Barbory, rozené Petrové. Měl dvanáct sourozenců. Vyučil se zahradníkem a pracoval u svého otce. Později se odborně vzdělával v oboru, například u kořenářky Josefy Mühlbacherové z Volduch, mj. obdivoval vídeňského profesora Valentina Zeileise z Gallspachu. Studoval Mattioliho herbář a složil profesní zkoušku „úřední znalec bylin“. Svou schopnost léčit vnímal jako „dar od Boha“. Davy lidí trpělivě čekávaly na vyšetření před jeho domem v Třebechovicích pod Orebem, v Hradečně u Kladna a Jenštejně u Prahy. Z jeho vily, kde Mikolášek 12 let léčil, je v současné době po dvou velkých přestavbách Domov seniorů Jenštejn. Zde také zakoupil v roce 1949 zelený vůz Hudson Commodore Six od tenisty Jaroslava Drobného před jeho emigrací. S tímto vozem a šoférem objížděl pacienty. Mezi jeho klientelu patřili například továrnická rodina Ringhofferů, Olga Scheinpflugová, Max Švabinský, Saša Rašilov a mnoho dalších „celebrit“ kulturního českého života, ale také mocní lidé jako tajemník Adolfa Hitlera Martin Bormann nebo prezident Antonín Zápotocký. Právě Antonín Zápotocký, který byl vězněn v německém koncentračním táboře Sachsenhausen a v noze měl sněť, přičítal Mikoláškovi záchranu končetiny před amputací v roce 1946, a ten se tak stal jeho chráněncem až do Zápotockého smrti na podzim roku 1957. Zápotockému měl Mikolášek darovat rukopis své knihy "Bůh, příroda a člověk". Podle Mikoláška ji prezident odevzdal Karlově univerzitě.

## Věznění
Nový prezident Antonín Novotný v něm viděl jen šarlatána, který na lidech vydělává peníze, a Jan Mikolášek byl obžalován z krácení daní, korupce a z předražování balíčků s bylinkami a odsouzen k odnětí majetku a ke ztrátě občanských práv a svobod.
Okresní (lidový) soud v Brandýse nad Labem dne 23. ledna 1959 léčitele uznal vinným ve všech bodech obžaloby a odsoudil ho pro trestný čin krácení daně trestem odnětí svobody v trvání tří let, dále k propadnutí veškerého jmění ve prospěch státu a odnětí čestných práv občanských na dobu pěti let. Mikoláškův majetek byl zabaven, vila v Jenštejně se zahradou a lesíkem připadla státu a byla přestavěna na domov seniorů. Po odvolání mu tříletý trest zvýšili na pět let. Spolu s ním byli odsouzeni i jeho asistent a příbuzný Antonín Buchnar, dále léčitelův řidič a kuchařka.
Trest mu byl o rok zkrácen a na svobodu vyšel 23. ledna 1963 ze slovenské Ilavy. Jeho kroky směřovaly do Prahy, kde mu poskytl azyl jeho přítel MUDr. Karel Urbánek (1884–1968), tehdejší přednosta oddělení Státního zdravotního ústavu. Mikolášek ho z vděčnosti nechal pochovat do své hrobky na Olšanech (kde již odpočívala Janova matka).
V roce 1968 osmdesátiletý Mikolášek obnovil krátce svoji léčitelskou činnost. Zemřel v sobotu 29. prosince 1973 v půl osmé ráno, smuteční obřad měl na pražských Olšanech v pondělí 7. ledna 1974. Urnu s popelem uložila družka Varvara (vdova po MUDr. Karlu Urbánkovi) do hrobky na Olšanském hřbitově, kde má desku s nápisem:

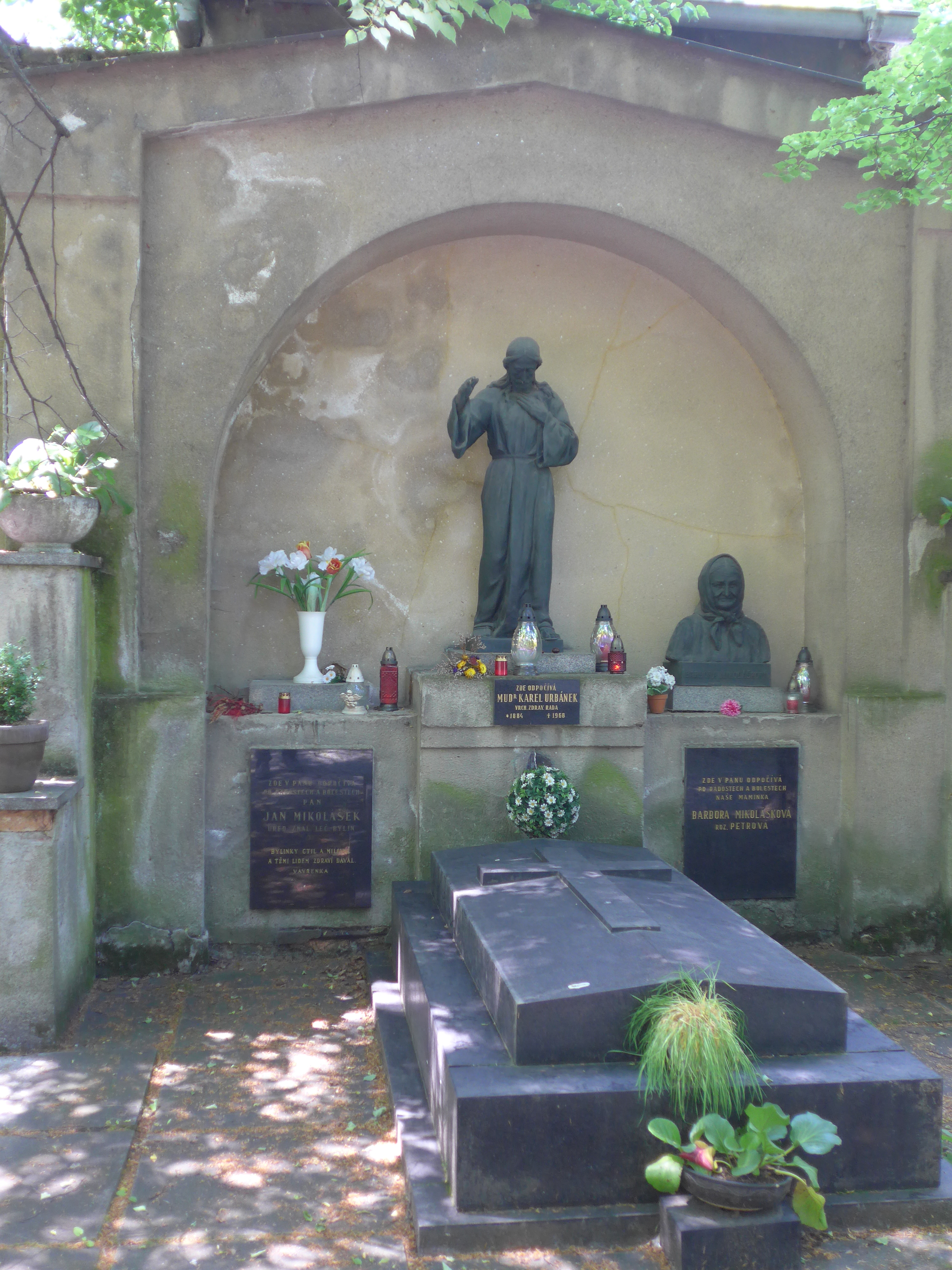
Misto posledního spočinutí Jana Mikoláška na Olšanských hřbitovech

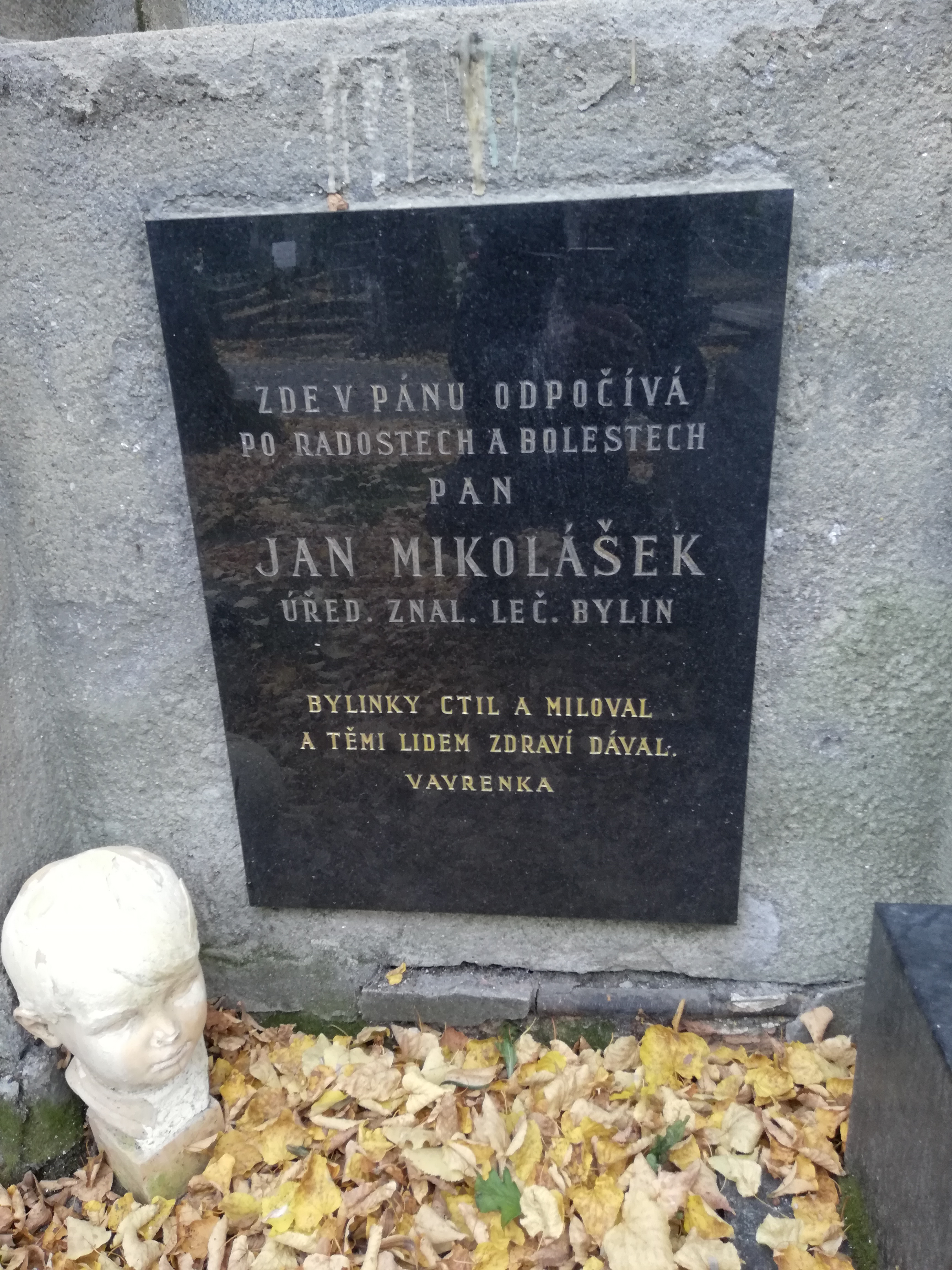
Detail desky Jana Mikoláška na rodinné hrobce MUDr. Karla Urbánka (1884–1968)

Zde v Pánu odpočívá po radostech a bolestech pan Jan Mikolášek, úřední znalec léčivých bylin. Bylinky ctil a miloval a těmi lidem zdraví dával. Vavrenka

## Léčitelské schopnosti
Z moči dokázal diagnostikovat onemocnění (uroskopie), které následně léčil bylinkami. Čerstvá moč má jantarově žluté zbarvení, zatímco kupříkladu hnědá barva naznačuje problém s játry a růžová až červená indikuje špatné ledviny. Trvalejší pěna naopak značila, že moč obsahuje větší míru bílkovin. Se svými pomocníky míchal a kombinoval směsi z 27 druhů rostlin. V Jenštejně spotřebovali i tři tuny bylin týdně. Samotné byliny nemají takový účinek jako právě jejich vhodné kombinace. A naopak, některé rostliny se spolu nesnášejí. Kromě čajů se zabýval také výrobou mastí, různých olejíčků, kapek a blíže neurčených „prášků“. Mikolášek produkoval také dva dětské sirupy. Jeden z nich sloužil neduživým ratolestem, druhý dětem trpícím tuberkulózou.
Zdůrazňoval, že stejnou nemoc nejde léčit stejnými bylinami. "Mají třeba dva lidé na chloupek stejnou chorobu, oba jsou muži, oba stejně staří a stejného tělesného složení. A přece, když předepíšu oběma totéž, jednomu to pomůže, druhému ne."

## Odraz v literatuře
Jeho činnost inspirovala sociologa Čeňka Adamce k sepsání eseje Mistr Severin po 600 letech ironizující jeho činnost. Protože byla esej sepsána a publikována v době, kdy byl ještě Mikolášek protežován vedoucími osobnostmi komunistického Československa, použil v ní smyšlené jméno Jaroslav Cyrílek. Oběti jeho působení a „kult osobnosti“, který si aktivně budoval, zmiňuje ještě v 80. letech 20. století Petr Kettner v knize věnované vývoji medicíny.

## Životopisná kniha
Mikoláškovy osobní vzpomínky byly částečně vydány v roce 1991 jako Vzpomínky přírodního léčitele a v úplném znění v roce 2019 jako Paměti přírodního léčitele.

V srpnu 2020 vyšla v nakladatelství Mladá fronta kniha pod názvem „Životní příběh Jana Mikoláška – pravda o slavném českém léčiteli.“ Kniha obsahuje mnoho dosud nezveřejněných fotografií. Sepsal ji Martin Šulc, autor námětu filmu Šarlatán a zároveň bylinářův příbuzný, společně se svou manželkou Ivanou.

## Film Šarlatán
Dne 20. srpna 2020 byl do kin uveden film Šarlatán polské režisérky Agnieszky Holland podle scénáře Marka Epsteina, který je inspirován příběhem léčitele Jana Mikoláška.